# زولغن
زولغن (بالألمانية: Sulgen) هي واحدة من بلديات مقاطعة فاينفيلدن في كانتون تورغاو في سويسرا. تبلغ مساحتها 9.13 كيلومتر مربع، ويقدر عدد سكانها بـ 3708 نسمة (حسب تعداد ديسمبر 2015).